# Mycetophila simplicistila
Mycetophila simplicistila är en tvåvingeart som beskrevs av Freeman 1951. Mycetophila simplicistila ingår i släktet Mycetophila och familjen svampmyggor. Inga underarter finns listade i Catalogue of Life.